# Gawthorpe Hall

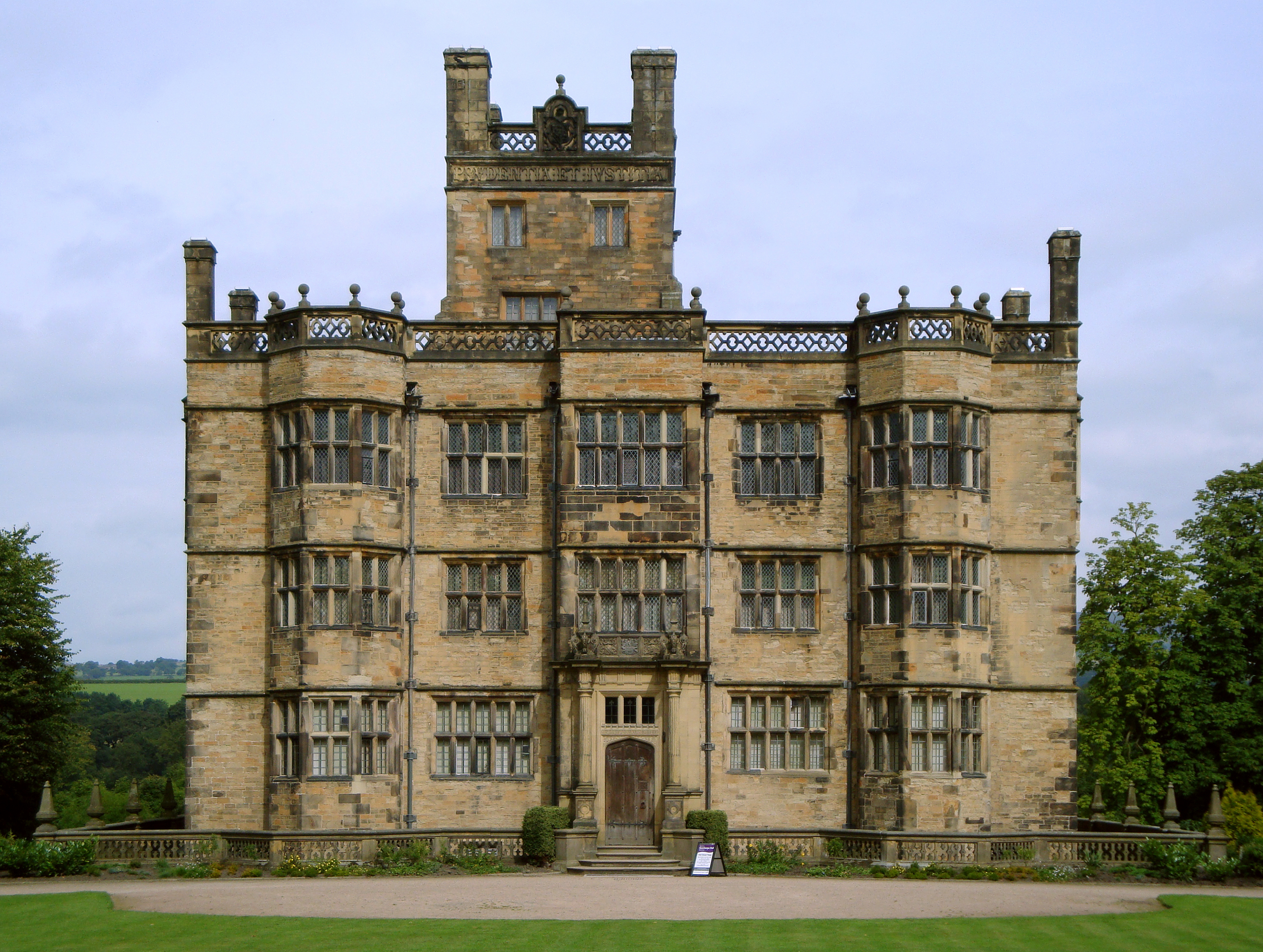
Eingangsfassade von Gawthorpe Hall

Gawthorpe Hall ist ein Landhaus an den Ufern des River Calder in der Pfarre Ightenhill im Borough of Burnley der englischen Grafschaft Lancashire. Das Anwesen des elisabethanischen Hauses erstreckt sich bis in den Bezirk der Kleinstadt Padiham, in dem der Eingang vom Stockbridge Drive aus liegt. Seit 1953 ist das Haus als historisches Bauwerk I. Grades gelistet. Das Landhaus wird vom National Trust in Zusammenarbeit mit der Grafschaftsverwaltung von Lancashire betrieben und finanziert. Im Jahre 2015 erhielt das Landhaus einen Zuschuss in Höhe von £ 500.000 von der Grafschaftsverwaltung Lancashire für dringend benötigte Renovierungsmaßnahmen an der Süd- und Westfassade.

## Geschichte
Der Ursprung der Gawthorpe Hall war ein Peel Tower, den die Shuttleworths im 14. Jahrhundert als Schutz gegen die angreifenden Schotten errichten ließen. Die Shuttleworths bewohnten seit dem 12. Jahrhundert die Shuttleworth Hall bei Hapton. Das elisabethanische Landhaus wurde eng um den Peel Tower herum nach Plänen von Richard Shuttleworth, die sein Bruder, Reverend Lawrence Shuttleworth, nach dessen Tod ausführen ließ, errichtet. Der Grundstein wurde am 26. August 1600 gelegt. Es gibt keine Aufzeichnungen über den Architekten des Hauses, es wird aber allgemein Robert Smythson zugeschrieben.
1604 importierte Richard Stone vom Carr House in Bretherton irische Bretter und Holz und lagerte 1000 Stück in der Zehntscheune in Hoole ein, bis sie benötigt wurden. Die Mottos der Familie Kay-Shuttleworth waren “Prudentia et Justitia” (dt.: Vorsicht und Gerechtigkeit; Shuttleworth) und “Kynd Kynn Knawne Kepe” (dt.: Gute Freunde wissen und behalten es für sich; Kay). Die Mottos finden sich in der Vorhalle und um den oberen Teil des Turmes herum. Die Buchstaben „KS“ (für Kay-Shuttleworth) kommen in Dekorationen im gesamten Haus vor, an der Vordertür und den Stuckrondellen in der Decke des Speisezimmers.

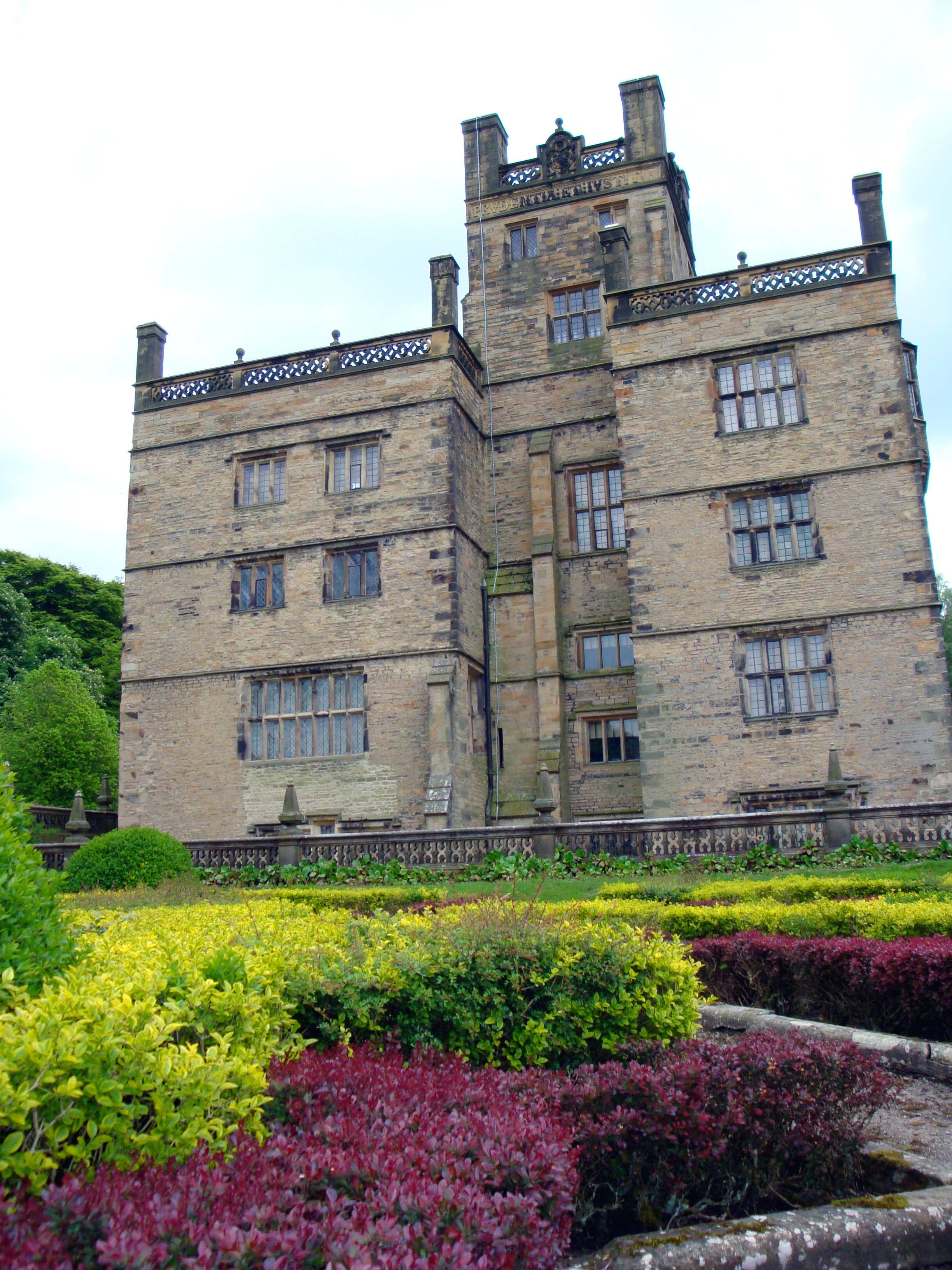
Die Rückseite von Gawthorpe Hall mit einem Teil des hinteren Gartens

Ein früher Bewohner von Gawthorpe Hall war Colonel Richard Shuttleworth, der das Landhaus um 1607 von seinem Onkel erbte. Colonel Shuttleworth war 1637 High Sheriff of Lancashire, 1640–1648 und 1654–1659 Parlamentsabgeordneter für den Wahlkreis Preston und Kommandeur der parlamentaristischen Armee der Blackburn Hundred im englischen Bürgerkrieg. Nach seinem Tod wurde Gawthorpe Hall verpachtet, während die Shuttleworths in Forcett Hall bei Richmond lebten.
Nachdem Forcett Hall verkauft worden war, kehrten die Shuttleworths nach Gawthorpe Hall zurück. 1818 starb der Barrister Robert Shuttleworth und seine minderjährige Tochter Janet erbte das Anwesen. Ihre Mutter heiratete noch einmal und blieb in Gawthorpe Hall um ihr Erbteil zu schützen. 1842 heiratete Janet Sir James Kay aus Rochdale, der dann den Namen “Kay-Shuttleworth” annahm und in den 1850er-Jahren Sir Charles Barry mit der Ausführung von Restaurierungs- und Verbesserungsarbeiten am Haus beauftragte. Sir James Kay-Shuttleworth wurde 1849 zum Baronet ernannt und war 1864 High Sheriff of Lancashire. Charlotte Bronté, eine Freundin der Familie, war im Hause zu Gast. 1953 verließ Charles Kay-Shuttleworth, 4. Baron Shuttleworth, und lebte fortan in Leck Hall bei Kirkby Lonsdale. Nach dem Tod von Lady Rachel Kay-Shuttleworth 1970 wurde Gawthorpe Hall dem National Trust gestiftet.
Der National Trust beschrieb das Landhaus als „eine elisabethanische Perle im Herz des industriell geprägten Lancashire“. Nicholas Cooper bezeichnete den Grundriss von Gawthorpe Hall als frühes Beispiel eines Hauses, bei dem die Haupttreppe direkt vom Haupteingang aus erreichbar ist, ein Detail, das später zum Standard wurde. Im Landhaus gibt es eine Sammlung von Porträts aus dem 17. und 18. Jahrhundert als Dauerleihgabe der National Portrait Gallery und es ist bekannt für seine Textilien, die die letzte Hausbewohnerin der Familie, Rachel Kay-Shuttleworth, gesammelt hat. Etwa ein Fünftel davon ist ausgestellt.

## Landhaus

### Vorhalle
Die Vorhalle wurde von Sir Charles Barry 1851 neu errichtet. Er ersetzte das halbrunde Oberlicht über der Türe durch ein Bogengeviert auf Säulen, die auf erhöhten Plinthen sitzen, und baute ein dreiteiliges Ajimezfenster darüber ein, um ein Vestibül mit Fliesenboden zu schaffen. Ein steinernes Schild mit den Wappen der Shuttleworths (drei Weberschiffchen), der Kays und der Kay-Shuttleworths von Thomas Hurdeys von 1605 ist erhalten geblieben. Das Familienmotto der Kays wurde auf die Außenseite des Türsturzes geschrieben und das der Shuttleworth auf die Innenseite. Das dekorative Schmiedeeisen wurde von Augustus Welby Northmore Pugin entworfen und von Hardman's aus Birmingham für £ 17 1 s 6 d hergestellt. Das Innere ist mit einer gemeißelten Steinplatte mit Sir James Kay-Shuttleworths Wappen, zwei zeremoniellen Sheriffsspeeren und einem Schwertkasten aus schwarzer Eiche verziert, die aus der Zeit um 1500 stammen.

### Eingangshalle
Die Eingangshalle wurde an ihrem Ostende erweitert und neu geordnet, als das niedrige Schlafgemach aus dem 17. Jahrhundert, eine Speisekammer mit niedriger Decke und der Weinkeller in den 1850er-Jahren entfernt wurden. Der steinerne Kaminsims wurde im Vestibül wiedereingebaut. Der offene Kamin erhielt 1856 einen Marmorsims mit den Familieninitialen und ein eiserner Rost mit Löwenkopfjalousien wurde 1852 eingebaut. Ein hölzerner, durchbrochener Schirm, der im Stil der Renaissance vertäfelt und mit Bögen versehen war, wurde 1851 von William Horne entworfen. Eine Eichenvertäfelung wurde als Rahmen für zwei innere Fenster installiert, zwischen denen sich eine jakobinische Vertäfelung befand. Darüber war eine Galerie von Familienporträts.
Eine eduardische Fotografie zeigt das Landhaus mit einem Billardtisch, gepolsterten Stühlen, zwei Korbstühlen und einem Glastonbury-Armsessel. Die Eingangshalle wurde 1945 in eine Küche umgewandelt. Der Durchgang wurde blockiert, der hölzerne Schirm abgebaut, die Holzvertäfelung entfernt und ein inneres Fenster in eine Durchreiche umgebaut. Nur der offene Kamin und die geometrisch verzierte Decke blieben intakt. Später wurde der Raum in ein Arbeitszimmer umgewidmet. 1986 wurde der hölzerne Schirm rekonstruiert, noch erhaltene Holzvertäfelung wieder eingebaut, fehlende Teile nachgeschnitzt und einige Steinmetzarbeiten repariert.
Unter den Porträts aus dem 17. Jahrhundert finden sich vier von der National Portrait Gallery ausgeliehene, die an Roundheads erinnern, die in Windsor Castle inhaftiert waren. Es gibt Porträts von Lord und Lady Derby und ihren Zeitgenossen. Zu den dortigen Möbeln gehören z. B. ein Schranktisch mit Intarsien aus Stechpalmen und Moorkienwurzel von 1630 auf einem Schrank aus dem Ende des 17. Jahrhunderts, zwei hinten holzverkleideten, geschnitzten Armsessel und eine Deckentruhe. Eine schmuckvolle Acht-Tage-Stockuhr von etwa 1725 wurde von Louis Mynuel signiert.

### Rittersaal
Der Rittersaal aus dem 17. Jahrhundert wurde für formelle Essenseinladungen, und zur Aufführung von Schauspielen, Musik- oder Tanzdarbietungen genutzt. Ab 1816 wurde daraus das Speisezimmer für die Familie. Er wurde nach der Restaurierung durch Barry 1852 neu möbliert. Sein Eingangsschirm mit Galerie wurde durch Thomas Hurdeys, Hugh Sandes und Cornelius Towndley in den Jahren 1604 und 1605 gestaltet. Über seinen Eingängen sind das Baujahr 1605 und die Initialen von Hugh Shuttleworth und seiner Söhne Richard, Lawrence und Thomas angebracht. Um 1850 war die Galerie nicht mehr sicher und mit Pfeilern verstrebt. Ein Simsspiegel vom Salon wurde zerschnitten, um Verkleidungspaneele zu erhalten. Barrys behauener Steinkaminsims von 1851 wurde auf einen breiteren offenen Kamin aus dem 17. Jahrhundert mit elliptischem Bogen gesetzt. Seine Seiten sind durch Eichenpaneele und Wandbänke verdeckt. Auf dem Kaminsims ist das Wappen der Kay-Shuttleworths angebracht, flankiert von den Schildern der Shuttleworths und der Kays sowie denen ihrer Gattinnen – Fleetwood Barton, Jane Kirke, Catherine Clark und Mary Holden. Der schmiedeeiserne Feuerrost und die Feuerböcke entstanden 1852 und die enkaustischen Fliesen 1890.
Barry wollte eigentlich die Stuckdecke von 1605 erhalten, aber ersetzte sie dann durch eine Konstruktion, die das alte Muster in reicherer Form wiedererstehen ließ. Im Mai 1852 wurde rote Textiltapete von J. G. Crace & Co. geliefert, das die italienische Samtbespannung aus dem 16. Jahrhundert simulieren sollte. Sie blieb bis in die 1960er-Jahre erhalten und 1987 druckte man neue Tapeten von den ursprünglichen „Rutland Blocks“ mit Leimfarben. Woll- und Seidenbrokatvorhänge con Crace zeigen ein Muster auf Basis der im italienischen Stil des 15. Jahrhunderts gestalteten Seidensamte von Pugin aus dem Jahre 1844.
Ein Tisch mit gekreuzten Beinen im Renaissancestil aus den 1850er-Jahren wurde von Crace geliefert. Blanche Kay-Shuttleworth kaufte um 1880 zwei Alabastermodelle von G. Andreoni, die das Baptisterium und die Kirche Santa Maria della Spina in Pisa darstellen. Ein Eichentisch mit gedrehten Beinen wurde 1881 von Gillows of Lancaster gefertigt und auch die verdrehten Eichenstühle könnten von dieser Firma sein. Ein geschnitzter Armsessel aus Eiche in Stil der Zeit von Karl II. ist einer eines Paares, das 1808 mit Sitzkissen in Petitpoint-Blumenmuster in Yorkshire gefertigt wurde. Der Ofenschirm hat ein besticktes Paneel. Der Ferraghanteppich aus der Mitte des 19. Jahrhunderts ist aus derselben Zeit, in demselben Stil und derselben Machart wie der, wie ihn das Aquarell von N. F. Green aus dem Jahr 1884 zeigt.
Im Rittersaal hängen Porträts von Sir Thomas Aylesbury (gemalt um 1642 von William Dobson), James Harrington und Nathaniel Highmore.

### Salon
Robert Shuttleworth ließ die mittelalterliche „Dyning Chamber“ (dt.: Speisezimmer) in einen Salon umbauen, wobei seine Holzvertäfelung und seine Stuckdecke aus jakobinischer Zeit erhalten blieb. Die Intarsien-Holzverkleidung im Stil der italienischen Renaissance mit Arabesken in halbrunden Bögen wurde von denselben Handwerkern gefertigt, die den Eingangsschirm gefertigt hatten. Die Arbeiten begannen 1603 und dauerten ein ganzes Jahr. Das Gesims der Holzvertäfelung stützt ein Fries und eine Decke, die von Francis und Thomas Gunby geschaffen wurden. Das Fries besteht aus einer Groteske, in der menschliche, halbmenschliche und tierische Figuren mit fruchtenden Ästen und Blattwerk verflochten sind. Die Decke ist mit Weinreben und Eichenzweigen in den Zwischenräumen zwischen der Beschlagwerkverrippung dekoriert. Für die Stuckarbeiten benötigten die Arbeiter fünf Monate bis zu ihrer Fertigstellung 1605. Der Bogen des offenen Kamins wurde von Barry 1851 erneuert, wobei der Herdstein und der steinerne Ofenvorsetzer aus dem 17. Jahrhundert erhalten blieben. Der Kamin hat einen neugotischen Rost, der von Pugin entworfen wurde. Seine Feuerböcke haben Panzerplatten und aus Messing geschmiedete Zieraufsätze. Auf der Supraporte ist neben dem Wappen der Shuttleworths die Jahreszahl 1604 zu lesen.
Von der viktorianischen Ausstattung und Dekoration wurden die hellgrünen Vorhänge durch seidene und leinene Brokatvorhänge ersetzt, die nach einem Stofffragment mit einem Muster aus stilisierten Granatäpfeln und Ananas, das man im Hause gefunden hatte, neu gewebt worden waren. Ein blau-roter Mahalteppich von Ziegler & Co. ist ein Ersatzstück und ein Schirwan-Kaminvorleger stammt aus dem 19. Jahrhundert. Porträts von Sir Ughtred und Lady Kay-Shuttleworth von 1884 wurden von John Collier gemalt.

## Garten und Anwesen

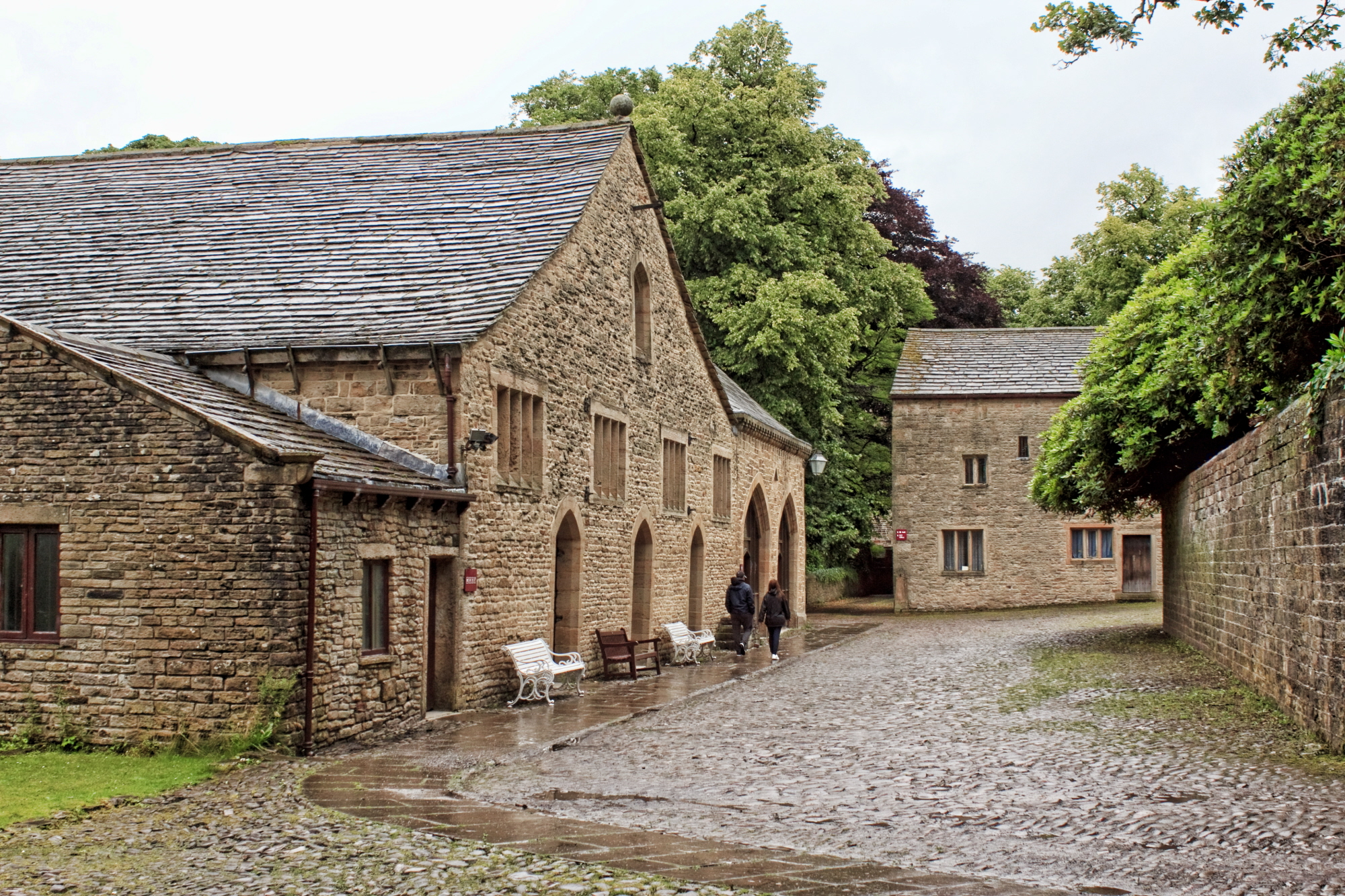
Die große Scheune, die Remise und das alte Bauernhaus südwestlich des Landhauses

Der kleine Ziergarten wurde auf einer Terrasse über dem River Calder und hinter dem Landhaus von Charles Barry angelegt. Die halbrunde Terrassenmauer ist als historisches Bauwerk II. Grades gelistet. Der Fluss wurde im 19. Jahrhundert wegen der Verschmutzung weg vom Landhaus umgeleitet. In den 1960er-Jahren wurde er nochmals umgeleitet, um die Anlage eines Kohle-Tagebaus nördlich des Flusses in Padiham zu ermöglichen.
Weitere als historisch gelistete Bauwerke in der Nähe des Landhauses sind die Große Scheune (erbaut 1602–1604), das alte Bauernhaus (erbaut 1605–1606, heute Büroräume der Verwaltung), das Wildlagerhaus, die Remise (erbaut 1870) und die Lodges und Toreinfahrten am Habergham Drive und am Stockbridge Drive (beide erbaut ca. 1849)
Seit den 1950er-Jahren trainiert der FC Burnley in einem Zentrum auf dem Anwesen.
Gawthorpe ist einer der Startpunkte des Brontë Way, eines 69 km langen Fernwanderweges über die südlichen Pennines nach Haworth, der dann zur Oakwell Hall in Birstall weiterführt.